# Helichus fastigiatus
Helichus fastigiatus är en skalbaggsart som först beskrevs av Thomas Say 1824.  Helichus fastigiatus ingår i släktet Helichus och familjen öronbaggar. Inga underarter finns listade i Catalogue of Life.